# Mecistocephalus punctifrons
Mecistocephalus punctifrons är en mångfotingart som beskrevs av Newport 1843. Mecistocephalus punctifrons ingår i släktet Mecistocephalus och familjen storhuvudjordkrypare. Inga underarter finns listade i Catalogue of Life.